# Милейки (Корюковка)
Милейки (укр. Милейки) — микрорайон города Корюковка в Черниговской области Украины. До 1991 года село в Корюковском районе.

## История
Село Хворосты переименовано на Милейки.
В 1986 году население села составляло 250 человек. Решением Верховного Совета УССР № 1303-XII от 5 июля 1991 года село Милейки было включено в черту города Корюковка без сохранения статуса.

## География
Является северо-восточным анклавом Корюковки на территории Корюковского района. Улица 8 Марта связывает Милейки с основной частью города. На севере Милейки окружено лесом (доминирование сосны и берёзы), где расположена братская могила. Западнее берёт начало река Бречица на болотном массиве.
Есть отделение связи («Укрпочта»).

## Улицы
Школьная